# Olympische Sommerspiele 1912/Teilnehmer (Portugal)
| Gelbes Symbol für Goldmedaillen mit stilisierten Olympischen Ringen | Graues Symbol für Silbermedaillen mit stilisierten Olympischen Ringen | Braundes Symbol für Bronzemedaillen mit stilisierten Olympischen Ringen |
| ------------------------------------------------------------------- | --------------------------------------------------------------------- | ----------------------------------------------------------------------- |
| —                                                                   | —                                                                     | —                                                                       |

Portugal nahm an den Olympischen Sommerspielen 1912 in Stockholm, Schweden, mit einer Delegation von sechs Sportlern (allesamt Männer) teil.

## Teilnehmer nach Sportarten

### Fechten
- Fernando Correia
Degen, Einzel: Vorläufe

### Leichtathletik
- António Stromp
100 Meter: Vorläufe
200 Meter: Vorläufe

- Armando Cortesão
400 Meter: Vorläufe
800 Meter: Halbfinale

- Francisco Lázaro
Marathon: DNF

### Ringen
- António Pereira
Federgewicht: 3. Runde

- Joaquim Vital
Mittelgewicht: 3. Runde